# Март Ніклус
Март Олав Ніклус (ест. Mart Olav Niklus, *22 вересня 1934, Тарту) — естонський правозахисник та політв'язень СРСР, іноземний член Української Гельсінської Групи з 1982.

## Життєпис
Народився в родині вчителів, які походили з округу Отепя. 1957 закінчив біологічний факультет Тартуського університету, спеціалізувався з орнітології.
Масові депортації естонців 1948—1949 рр., які організувала окупаційна адміністрація СРСР, стали ґрунтом для свідомого опору Марта Ніклуса. Спочатку це мало риси культурницької фронди — Ніклус разом зі студентом Велло Пяллином фотографував старі будинки, а також установки для заглушення закордонних радіостанцій; їх передавав за кордон для публікації. Тоді ж передав до естонської редакції радіостанції «Голос Америки» викривальний лист проти «совєцької дійсності».

## Арешти та каторги
21 серпня 1958 Ніклуса було заарештовано, пізніше заарештували і В. Пяллина.
15 січня 1959 — Верховний Суд Естонської РСР засудив Н. за статтями 58-4 («допомога міжнародній буржуазії») і 58-10 КК РРФСР до 10 років позбавлення волі і 3 роки заслання; його однодумець отримав 4 роки. Термін відбував у політичних таборах Мордовської АРСР і Владимирській в'язниці (РРФСР).
1966 року Верховний Суд ЕРСР скоротив термін вироку до 7 років, а 30 липня його звільнили.
Повернувся в Тарту. У роботі за фахом йому було відмовлено. В 1966—1971 рр. працював шофером, диспетчером автопарку, органістом у лютеранській церкві. 1968 року викладав англійську, французьку і німецьку на курсах іноземних мов.
Продовжував брати участь у русі опору. Був добре знайомий із московськими дисидентами, насамперед, із Наталею Горбаневською, яка часто приїжджала в Тарту, а також з Тетяною Великановою, Мальвою Ландою. Передавав інформацію про події в Естонії і національний самвидав для «Хроники текущих событий».
Переклав на естонську мову Загальну декларацію прав людини ООН. 1974 року написав мемуарну записку про свою справу («Автобіографія»), яка поширювалась через самвидав.
Виступав на захист Олександра Гінзбурґа, Юрія Орлова (початок 1977), Віктораса Пяткуса (14 і 20 листопада 1977), Гліб Якунін, Антанаса Терляцкаса (листопад 1979).
У 1977—1980 рр. підписав низку колективних звернень: «Балтійський меморандум» (23 серпня 1979), Петицію проти вторгнення радянських військ в Афганістан (17 січня 1980), звернення до Міжнародного Олімпійського Комітету (28 січня 1980), проти вислання академіка Андрія Сахарова (3 лютого 1980).
Найбільше контактував із литовськими дисидентами, написав декілька праць про них:
- «Процес у Вільнюсі очима естонця» (серпень 1978, про справу Віктораса Пяткуса),
- «Вільнюс і вільнюсьці очима дисидента» — про литовських дисидентів, у формі дорожніх заміток (осінь 1979).

Постійно піддавався переслідуванням з боку КГБ СРСР (жовтень 1976, березень 1980). 1979 року Ніклуса звільнили з роботи, а 1980 року — знову заарештували. Ознайомившись з обвинувальним висновком, написав «Рецензію на судочинство» з описом допущених правопорушень.
8 січня 1981 Верховний Суд ЕРСР засудив Ніклуса за ст. 68 ч. 2 КК ЕРСР (відповідає ст. 70 ч.2 КК РСФСР і ст. 62 ч. 2 КК УРСР) до 10 р. позбавлення волі в колонії особливого режиму і 5 р. заслання; визнаний особливо небезпечним рецидивістом. Винним себе не визнав, заявив про відмову від участі в процесі. Разом з ним було засуджено Юрі Кукка.
Ув'язнення відбував у таборі ВС-389/36 у сел. Кучино Чусовського р-ну Пермської обл. (РРФСР). Брав участь у голодуваннях і акціях протесту, підписував індивідуальні і колективні листи протесту. Перебуваючи в ув'язненні в Кучино разом з членами Української Гельсінської групи, зокрема, з Василем Стусом, Левком Лук'яненком, вступив у неї як іноземний член разом із литовцем В.Пяткусом у найкритичніший для групи час, аби підтримати її. Його постійно піддавали покаранням. 8 квітня 1982 року покараний роком «одиночки». 1983 року на 3 роки його було переведено на тюремний режим до Чистопольської в'язниці (РРФСР).
1986 року повернувся в Кучино, а 1987 його перевели у табір ВС-389/35 на ст. Всехсвятська.
У червні — липні 1988 в Естонії пройшли масові акції протесту (мітинги, голодування, пікети) з вимогами звільнення естонських політв'язнів, у тому числі Ніклуса.
На початку липня його звільнили. 1990 року Ніклуса було повністю реабілітований.

## Державницька діяльність
Брав активну участь у відновленні незалежності Естонії. Почесний член Естонської Групи за обнародування Пакту Молотова — Ріббентропа.
Депутат Конгресу Естонії і Комітету Естонії (1990—1992).
1992—1995 депутат Рійгікогу (парламенту) Естонії. Під час його каденції безуспішно домагався прийняття жорсткого закону «Про люстрацію». З тих пір гостро критикує політичну еліту Естонії, вказує на велику кількість колишніх працівників КДБ СРСР в найвищих органах влади Естонії. Також виступав проти вступу Естонії до ЄС та NATO, запровадження загальноєвропейської валюти євро.
Член естонських і міжнародних громадських організацій: Естонського товариства натуралістів, Естонського орнітологічного товариства, Естонської спілки колишніх політичних в'язнів, Естонського Союзу захисту, Міжнародного Товариства прав людини, Міжнародної Асоціації радянських політичних в'язнів).
У 1990—1992 роках був Президентом Естонського фонду захисту природи.

## Нагороди
Ніклуса було нагороджено призом Балтійської Американської Ліги Свободи (1988), естонським (Державного герба II ступеня — за внесок у визволення Естонії, 1996) і литовським (Великого князя Гедимінаса III ступеня, 1999) орденами.
Орден «За мужність» I ст. (8 листопада 2006, Україна) — за громадянську мужність, самовідданість у боротьбі за утвердження ідеалів свободи і демократії та з нагоди 30-ї річниці створення Української Громадської Групи сприяння виконанню Гельсінкських угод.

## Контакти з Україною
Брав участь у роботі наукових конференцій в Україні з питань політичних репресій, зокрема у квітні 2010.
Проживає в Тарту, пенсіонер. Неодружений.